# Montigny-la-Resle
Montigny-la-Resle ist eine französische Gemeinde mit 368 Einwohnern (Stand 1. Januar 2022) im Département Yonne in der Region Bourgogne-Franche-Comté (vor 2016 Bourgogne); sie gehört zum Arrondissement  Auxerre und zum Kanton Chablis (bis 2015 Ligny-le-Châtel).

## Geographie
Montigny-la-Resle liegt etwa zehn Kilometer nordöstlich von Auxerre. Umgeben wird Montigny-la-Resle von den Nachbargemeinden Rouvray und Venouse im Norden, Lignorelles im Osten, Bleigny-le-Carreau im Süden, Villeneuve-Saint-Salves im Westen und Südwesten sowie Héry im Nordwesten.
Durch die Gemeinde führt die Route nationale 77.

## Bevölkerungsentwicklung
| Jahr                      | 1962 | 1968 | 1975 | 1982 | 1990 | 1999 | 2006 | 2013 |
| Einwohner                 | 416  | 419  | 359  | 496  | 548  | 548  | 612  | 598  |
| Quelle: Cassini und INSEE |      |      |      |      |      |      |      |      |

## Sehenswürdigkeiten
- Kirche Notre-Dame